# Barone Haussmann
Georges Eugène Haussmann (/ʒɔʁʒ øˈʒɛn osˈman/), più conosciuto come Barone Haussmann (Parigi, 27 marzo 1809 – Parigi, 11 gennaio 1891) è stato un politico, urbanista e funzionario francese.
Ricoprì l'incarico di prefetto del dipartimento della Senna dal 23 giugno 1853 al 5 gennaio 1870. Il titolo nobiliare gli fu attribuito da Napoleone III, per il quale aveva rinnovato Parigi tra il 1852 e il 1869, predisponendo e attuando un vasto piano di ristrutturazione.

## Biografia
Georges Eugène Haussmann nacque il 27 marzo 1809 a Parigi, al n. 55 di rue du Faubourg-du-Roule, nel quartiere di Beaujon. Il padre era Nicolas-Valentin Haussmann (1787–1876), militare al servizio di Napoleone Bonaparte, mentre la madre era Ève-Marie-Henriette-Caroline Dentzel, figlia di Georges Frédéric, illustre generale presso la Convenzione francese, e nipote di Nicolas, amministratore del dipartimento della Seine-et-Oise.
Studiò al Collège Henri-IV e al Lycée Condorcet di Parigi, per poi intraprendere studi di diritto. Contestualmente seguì le lezioni del conservatorio cittadino, rivelando un inaspettato talento. Ciononostante Haussmann sentì di essere maggiormente versato per la carriera prefettizia, che iniziò il 21 maggio 1831 con la nomina a segretario generale della prefettura di Vienne à Poitiers. Il 15 giugno 1832 venne nominato sottoprefetto d'Yssingeaux, mentre al 9 ottobre dello stesso anno risale la nomina a sottoprefetto di Nérac, in Aquitania. Successivamente divenne sottoprefetto d'Ariège (1840) a Saint-Girons, poi a Blaye nel 1841, quindi prefetto del dipartimento del Var (1849), poi del dipartimento d'Yonne (1850). A Nérac manifestò subito le proprie attitudini urbanistiche, creando reti di comunicazione, scuole comunali, piantagioni di pini marittimi che furono alla base della forestazione del dipartimento del Lot-et-Garonne (1837).
La sua carriera prefettizia, iniziata in provincia, culminò con l'ascesa al potere di Carlo Luigi Bonaparte, nipote di Napoleone. Sin dagli esordi il Bonaparte promosse diversi interventi urbanistici a Parigi e, dopo essersi autonominato di Imperatore dei Francesi nel 1852 sotto il titolo di Napoleone III, subito volle cercare un prefetto sufficientemente ambizioso cui affidare lo sviluppo urbanistico di Parigi: diede dunque al ministro degli Interni Victor de Persigny l'incarico di intervistare i prefetti di Rouen, Lilla, Lione, Marsiglia e Bordeaux. Persigny nelle sue Memorie descrive l'incontro con Haussmann in questi termini:
(Victor de Persigny)
Fu in questo modo che Haussmann nel 1853 venne nominato prefetto della Senna, carica con la quale poté sostenere la causa di Luigi Napoleone e concepire il vasto piano urbanistico haussmanniano per la capitale francese, come artefice di un intervento urbanistico unitario e totale che rivoluzionò il tessuto viario cittadino con grandi arterie rettilinee (i celebri boulevard), destinando vaste aree a giardini e parchi pubblici e migliorando significativamente l'edilizia cittadina.
Per queste sue benemerenze egli venne creato barone da Napoleone III, e sotto l'Impero gli venne persino destinato un seggio al Senato (1857). Mentre metteva in essere il piano di ristrutturazione di Parigi, inoltre, Haussmann dovette lottare instancabilmente contro le critiche mossegli contro dal Corpo Legislativo e dalla cittadinanza, agitata dagli oneri fiscali ingentissimi che un simile ammodernamento urbanistico comportava. A determinare la sua eclissi, in particolare, fu Jules Ferry, che nel 1868 pubblicò un pamphlet denominato Comptes fantastiques d'Haussmann nel quale denunciava la voragine finanziaria in cui era precipitata Parigi in quegli anni a causa delle riforme haussmanniane. Haussmann dovette cedere di fronte alle accuse di Ferry e, ritiratosi dalla vita pubblica nel 1870, lavorò negli ultimi anni della sua vita ai Mémoires, un'opera di carattere autobiografico. Morì l'11 gennaio 1891 a Parigi ed è sepolto al Cimitero di Père-Lachaise.

## Il grande piano urbanistico haussmanniano
Già nel Seicento Parigi fu oggetto di un ambizioso piano di riassetto urbanistico voluto da Jean-Baptiste Colbert, il consigliere illuminato di Luigi XIV, il quale demolì alcune fortificazioni poste sulla riva destra della Senna e vi sistemò un ampio viale alberato «per un maggior decoro della città e per servire da passeggiata agli abitanti». Il problema della riqualificazione urbanistica parigina, tuttavia, si affermò con maggiore urgenza soprattutto nell'Ottocento, quando la città iniziò ad essere interessata da un massiccio afflusso di contadini che, allettati dalla prospettiva di un salario sicuro, si riversarono nelle fabbriche e negli opifici della città. Parigi, tuttavia, non era affatto pronta a fare i conti con una simile urbanizzazione, che comportò la costruzione di agglomerati edilizi, officine, ferrovie in modo congestionato, febbrile, quasi parossistico. Si raggiunse così una situazione di profondo squilibrio urbano che lasciò una traccia profonda nella vita materiale e morale del proletariato parigino, costretto a sopravvivere in ghetti degradati e inospitali in condizioni igienico-sanitarie di estremo disagio.

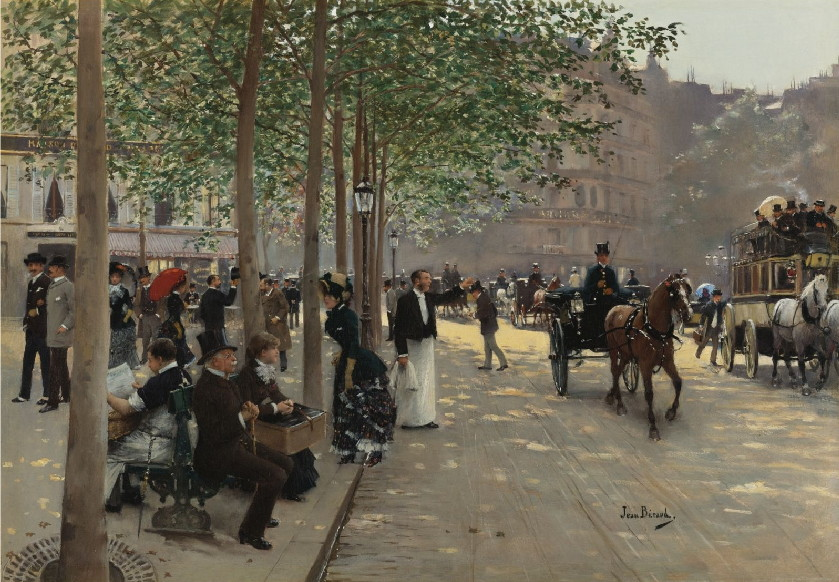
Jean Béraud, Avenue Parisienne; olio su tela, 39.7x56.5 cm, collezione privata

Fu sotto questi impulsi, e grazie al proprio spirito energico e ambizioso, che il barone Haussmann operò un immenso e radicale ammodernamento urbanistico della capitale francese, portando alle estreme conseguenze l'esperienza di Colbert. Il Barone, infatti, sventrò il fitto tessuto dell'antica città medievale, perenne focolaio di epidemie e di insurrezioni, mediante la costruzione di nuove arterie stradali, rettilinee, ampie e alberate, che si snodano per 165 chilometri in tutta la capitale. Le opere stradali del potente prefetto sono forse l'intervento più emblematico della trasformazione di Parigi sotto il Secondo Impero, e tendeva a un quadruplice scopo. Haussmann, in questo modo, intendeva infatti impiegare e moltiplicare gli enormi profitti dell'epoca e riorganizzare la rendita immobiliare parigina, spesso al limite della speculazione edilizia, ponendo così le basi di un nuovo e vigoroso slancio economico, soprattutto nei settori edilizio e commerciali. Molto importante era anche la valenza politica e sociale dell'intero progetto, che mirava a conferire alla capitale un aspetto moderno e grandioso, valorizzando i monumenti esistenti e costruendone altri, come l'Opéra, capolavoro dell'architettura eclettica tipica del XIX secolo, in modo da «costituire il nuovo salotto buono della Parigi borghese e imprenditoriale, desiderosa di proporsi come la vera (e unica) capitale morale e culturale d’Europa, ricca di teatri, musei, ristoranti e caffè alla moda». Più opaco, ma comunque assai significativo, era infine il terzo scopo perseguito da questo massiccio intervento urbanistico, legato a ragioni di pubblica sicurezza e di ordine pubblico. Haussmann vide nei boulevard un ottimo strumento per consentire il rapido ed efficace spostamento di truppe militari a Parigi in caso di insurrezione e, contestualmente, per impedire la costruzione di barricate, cosa che avveniva assai di frequente nello stretto labirinto di strade medievali. Le strade haussmanniane, inoltre, servivano anche a migliorare la gestione del traffico rotabile di Parigi, disimpegnando le varie arterie viarie e rendendole più scorrevoli, e ad arricchire la città di nuove e ampie prospettive.

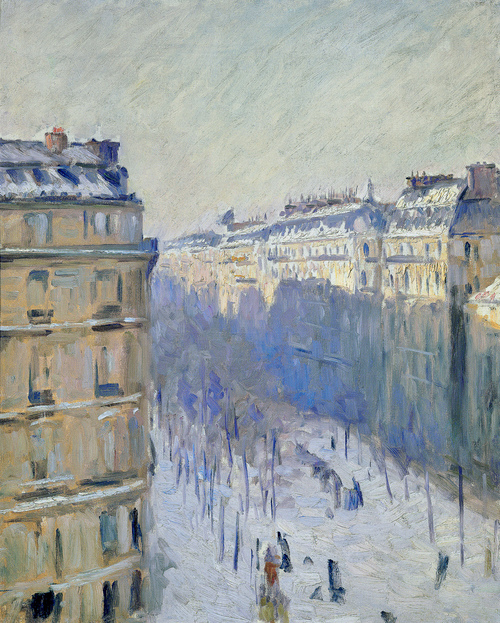
Gustave Caillebotte, Boulevard Haussmann, effet de neige (1789-1881); olio su tela, 81×66 cm, Musée du château de Flers

Edmondo De Amicis descrisse molto vividamente l'atmosfera raffinata e festosa dei boulevard parigini in uno scritto del 1879:
L'ammodernamento operato da Haussmann previde anche la costruzione di nuovi edifici lungo i nuovi allineamenti stradali e l'edificazione di edifici pubblici di prestigio, progettati da illustri architetti (si pensi all'Opéra di Garnier): le costruzioni private, inoltre, dovevano necessariamente ottemperare a delle norme relative alle facciate, alle altezze e all'inclinazione delle coperture. Sempre Haussmann, infine, arricchì la capitale con ampi spazi verdi, la cui creazione venne affidata all'ingegnere Jean-Charles Alphand, e la dotò di una rete fognaria e d'illuminazione più moderna ed efficiente. Il piano di Haussmann, dunque, si configura come il primo esempio moderno di intervento complesso su una grande città, e nonostante sia stato da un lato fallimentare (Giulio Carlo Argan osserva che «non risolve nessuno dei grandi problemi. Le classi povere seguitano a vivere intasate nei vecchi quartieri, che i boulevards isolano ma non risanano»), dall'altro dotò Parigi di una nuova fisionomia compiuta e monumentale, destinata a essere replicata in imprese analoghe (come la costruzione del Ring di Vienna e il risanamento di Napoli).